# Branchiomma infarctum
Branchiomma infarctum är en ringmaskart som först beskrevs av Kroyer 1856. Enligt Catalogue of Life ingår Branchiomma infarctum i släktet Branchiomma och familjen Sabellidae, men enligt Dyntaxa är tillhörigheten istället släktet Branchiomma och familjen Sabellariidae. Arten är reproducerande i Sverige. Inga underarter finns listade i Catalogue of Life.